# Poa gaspensis
Poa gaspensis là một loài cỏ trong họ hòa thảo, thuộc chi poa.